# Bump City
Bump City er et musikalbum fra 1972 af soul/funk-bandet Tower of Power. Albummet indeholder 9 numre.